# ジャガー (西城秀樹の曲)
「ジャガー」は、西城秀樹の17枚目のシングル。1976年6月5日にRCAから発売された。

## 解説
前作「君よ抱かれて熱くなれ」に続き、作詞は阿久悠、作曲は三木たかしである。
藤丸バンドをバックに、派手なコスチュームやセリフ、ドライアイスを用いた白煙噴出などのステージ・パフォーマンスを披露した。西城は「オシリの見えた衣装は、ちょっと恥ずかしかったなァ…」と当時を振り返っている。
オリコンでは最高位3位を記録、100位内に14週ランクインし23.7万枚のセールスとなった。
歌謡ポップスチャンネルの「ファンが選んだベスト20」では第8位に選出された。

## 収録曲
全曲 作詞：阿久悠／作曲・編曲：三木たかし
1. ジャガー（3分24秒）
2. 今は唇に歌があるだけの（4分44秒）

## この頃のできごと
- 1976年8月14日 - 第3回大阪球場コンサート「ヒデキ・イン・スタジアム'76 “情熱のファンキー・カーニバル”」を開催した。

## 「ジャガー」のカバー
- にこにこミュージック（Ken-ichi、JOE、CHIROLYN、宮脇“JOE”知史） - 『西城秀樹ROCKトリビュート KIDS WANNA ROCK!』に収録、1997年